# Неккарштайнах
Неккарштайнах (нем. Neckarsteinach) — город в Германии, в земле Гессен. Подчинён административному округу Дармштадт. Входит в состав района Бергштрассе.  Население составляет 3752 человека (на 31 декабря 2010 года). Занимает площадь 17,22 км². Официальный код — 06 4 31 018.